# Mauro Dalla Costa
Mauro Daniel Dalla Costa (Santa Fe Capital, Provincia de Santa Fe, Argentina, 30 de septiembre de 1993) es un futbolista argentino que juega como delantero. Captado por Jorge Griffa, su primer equipo fue Boca Juniors. Actualmente milita en OF Ierapetra FC de la Segunda Superliga de Grecia. Es hijo de Marcelo Dalla Costa, exjugador de Unión de Santa Fe.

## Trayectoria

### Boca Juniors
Llegó en el año 2009 desde la academia de Jorge Griffa. Sus actuaciones llamaron la atención de José Maleo, donde luego es fichado para el club y en donde hace todas sus inferiores. Escalando de categorías, llega al equipo de reserva para disputar en el año 2012 la Copa Libertadores sub-20.
Luego de destacadas actuaciones Carlos Bianchi lo cita al primer equipo en donde debuta el 18 de mayo de 2014 ante Gimnasia y Esgrima La Plata en la fecha 19 del torneo Final. Posteriormente continua en el primer equipo disputando partidos de preparación para la siguiente temporada, entre ellos un amistoso internacional vs River Plate en el estadio Azteca en el país de México DF.

### San Martín de San Juan
Fue cedido a San Martín de San Juan, donde jugó 10 de 19 partidos y en donde logró el ascenso a Primera División.

### Regreso a Boca Juniors
Volvió al Xeneize a principios de 2015. Para continuar su rodaje futbolístico y hacerlo en el equipo de reserva. Dirigido por Rolando Schiavi, en donde termina siendo capitán del equipo.

### Freamunde
En julio de 2015 se va a préstamo por un año al Freamunde de la Segunda Liga de Portugal. En donde hace una gran campaña jugando 29 partidos y marcando 10 goles.

### Regreso a Boca Juniors
Volvió al Xeneize a mediados de 2016. Para nuevamente ser cedido.

### Colón de Santa Fe
En junio de 2016 se va a préstamo por un año a Colón (SF) de la Primera División. Disputó 6 partidos para el primer equipo. Y también lo hizo en varias ocasiones para el equipo de reserva donde convirtió 7 goles.

### Club Sportivo Belgrano
A mediados de 2017 se le termina su préstamo en la institución sabalera. Además, su contrato con el equipo xeneize se ve finalizado en agosto del mismo año por lo que se queda libre. El 29 de enero de 2018 el Club Sportivo Belgrano (San Francisco)
lo contrata para disputar en Torneo Federal A, donde llegan a cuartos de final. Disputando 9 partidos.

### Thesprotos FC
El 7 de julio de 2019 ficha en condición libre por el Thesprotos FC de la categoría Football League. Donde vuelve a su nivel y juega 18 partidos entre Copa Grecia y el campeonato oficial. Siendo una pieza clave para el equipo, en donde convirtió 7 goles quedando tercer goleador del campeonato.

## Clubes
| Club                   | País      | Año       | PJ | G |
| ---------------------- | --------- | --------- | -- | - |
| Boca Juniors           | Argentina | 2014      | 1  | 0 |
| San Martín de San Juan | Argentina | 2014      | 10 | 1 |
| Freamunde              | Portugal  | 2015-2016 | 29 | 7 |
| Colón de Santa Fe      | Argentina | 2016-2017 | 6  | 0 |
| Sportivo Belgrano      | Argentina | 2018-2019 | 9  | 1 |
| Thesprotos FC          | Grecia    | 2019      | 18 | 7 |
| OF Ierapetra FC        | Grecia    | 2020-2021 | 22 | 5 |

## Palmarés
| Título                     | Club                   | País      | Año  |
| -------------------------- | ---------------------- | --------- | ---- |
| Ascenso a Primera División | San Martín de San Juan | Argentina | 2014 |